# Großhansdorf
Großhansdorf (dolnoniem. Groothansdörp) – gmina w Niemczech, w kraju związkowym Szlezwik-Holsztyn, w powiecie Stormarn.

## Współpraca
Großhansdorf posiada umowę partnerską z miastem Tessin w Meklemburgii-Pomorzu Przednim.